# Aïn Sandel
Aïn Sandel (em árabe: عين صاندل) é uma cidade e comuna localizada na província de Guelma, Argélia. Segundo o censo de 2008, a população total da cidade era de 4 760 habitantes.